# Kemari
Kemari (jap. 蹴鞠 dosł. piłka kopana) – rodzaj dawnej gry w piłkę, popularnej początkowo wśród arystokracji Japonii w erze Heian (VIII–XII w.), a z biegiem stuleci także wśród innych grup społecznych.

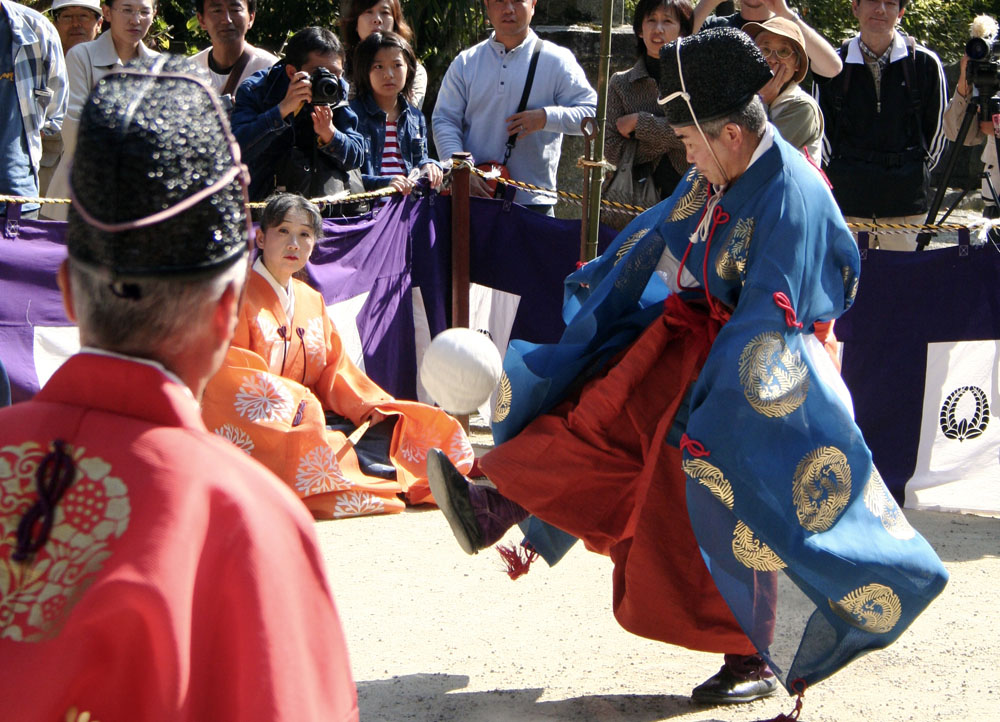
Gra w kemari na festiwalu w chramie Tanzan, w Sakurai, w prefekturze Nara

Kemari polega na jak najdłuższym utrzymaniu w powietrzu piłki (mari), poprzez podbijanie jej stopami przez ośmiu graczy stojących w okręgu, twarzami do siebie. Osoba będąca przy piłce może wykonać dowolną liczbę podbić, aby uzyskać kontrolę nad piłką. Następnie podaje ją do następnego gracza.
Współcześnie na terenie pałacu cesarskiego w Kioto i w niektórych chramach shintō odbywają się pokazy tej gry. Uczestnicy zabawy są ubrani w stroje z okresu Heian.
Uważa się, że gra dotarła do Japonii z Chin w okresie Yamato, czyli około 1400 lat temu. W grze nie ma zwycięzców lub przegranych. Celem zabawy jest przekazywanie piłki pozostałym graczom.

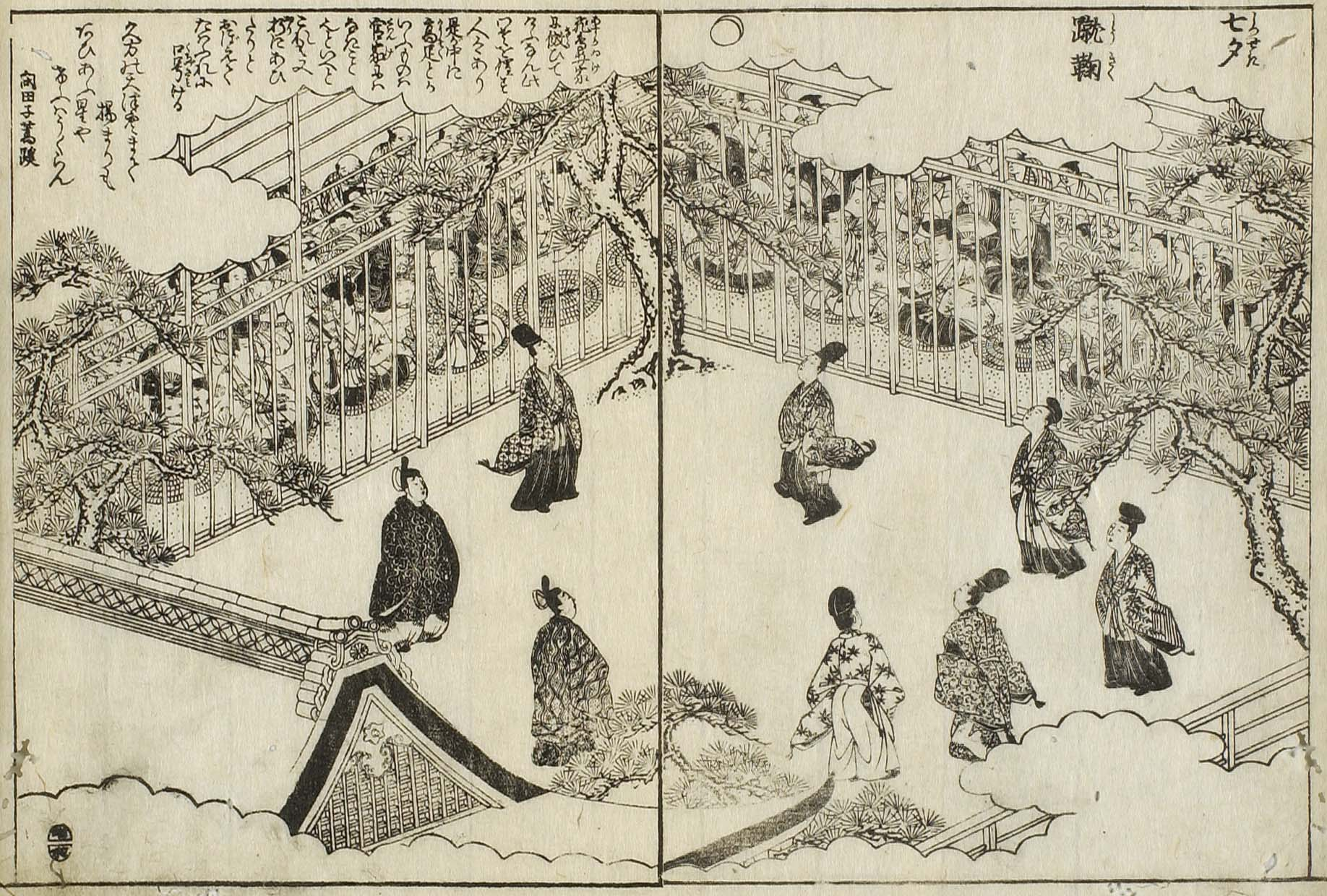
Rycina autorstwa Ritō Akizato z 1799 r. przedstawiająca grę kemari w czasie święta Tanabata

W okresie Kamakura gra przyjęła się wśród samurajów, a w okresach Muromachi i Edo stała się popularna wśród mieszczan. Była wspominana w przedstawieniach teatru nō i kyōgen.
Po restauracji Meiji, kemari straciło popularność i z tego powodu w 1903 r. z pomocą dworu cesarskiego zostało utworzone stowarzyszenie służące zachowaniu tradycji tej starożytnej gry.